# Església de Sant Martí de Torroella
L'Església de Sant Martí de Torroella és una església del municipi de Sant Joan de Vilatorrada (Bages) protegida com a bé cultural d'interès local.

## Descripció
L'església de Sant Martí de Torroella conserva elements romànics dins la nova obra que és del segle xix, i que modificà totalment l'edifici romànic anterior. Conserva l'absis, semicircular i llis, i una part del mur de tramuntana i del de ponent, on hi ha una finestra amb doble esqueixada i arquivolta. L'edifici del segle xix es construí en sentit transversal al romànic i és de dimensions molt més grans.

## Història
Situada a l'antic terme medieval de Manresa, l'església de Sant Martí de Torroella està documentada des de l'any 1022 quan els Comtes de Barcelona varen vendre al monestir de Sant Benet de Bages l'alou i l'església de Sant Martí de Torroella. L'any 1077 era parròquia però el 1154 havia perdut ja aquesta categoria encara que seguia vinculada al monestir bagenc. L'any 1685 depenia ja de la Seu de Manresa i al segle xix fou transformada sensiblement.